# Furano
Furano (jap. 富良野市 Furano-shi) – miasto w prefekturze Hokkaido, w podprefekturze Kamikawa. Leży na południe od Asahikawa i na północny wschód od Sapporo. Jest bazą narciarską i ośrodkiem sportowym. Miasto ma powierzchnię 600,71 km². W 2020 r. mieszkało w nim 21 131 osób, w 9 502 gospodarstwach domowych  (w 2010 r. 24 259 osób, w 9 987 gospodarstwach domowych) .
Mieści się tu Ośrodek Narciarski Furano oferujący 23 trasy, obsługiwane przez 11 wyciągów. Ośrodek ten leży na wysokości od 245 do 1209 m n.p.m. Rozgrywano tu zawody Pucharu Świata w narciarstwie alpejskim oraz Pucharu Świata w snowboardzie.